# Caminho do Itupava
25° 25′ 18,6528″ S, 48° 58′ 42,6252″ O
Trecho do Caminho do Itupava.
O Caminho do Itupava é uma trilha histórica que liga Curitiba a Morretes, no estado do Paraná, no Brasil. Aberta entre 1625 e 1654 por indígenas e mineradores, foi posteriormente calçada com pedras por escravos. Durante mais de três séculos, os caminhos coloniais foram a única passagem da costa para o planalto, dando, subsequentemente, origem às rodovias e ferrovia que possibilitaram o desenvolvimento do Estado do Paraná.
Originário de antigas trilhas indígenas, o Caminho do Itupava foi uma das principais vias de comunicação entre o Primeiro Planalto paranaense e a Planície Litorânea desde o século XVII até a conclusão da Estrada da Graciosa, em 1873, e a efetivação da Estrada de Ferro Curitiba Paranaguá, em 1885, quando foi abandonado. No entanto, propiciou a ocupação e colonização dos Campos de Curitiba onde, durante dois séculos, contribuiu para o desenvolvimento socioeconômico das regiões que interligava.

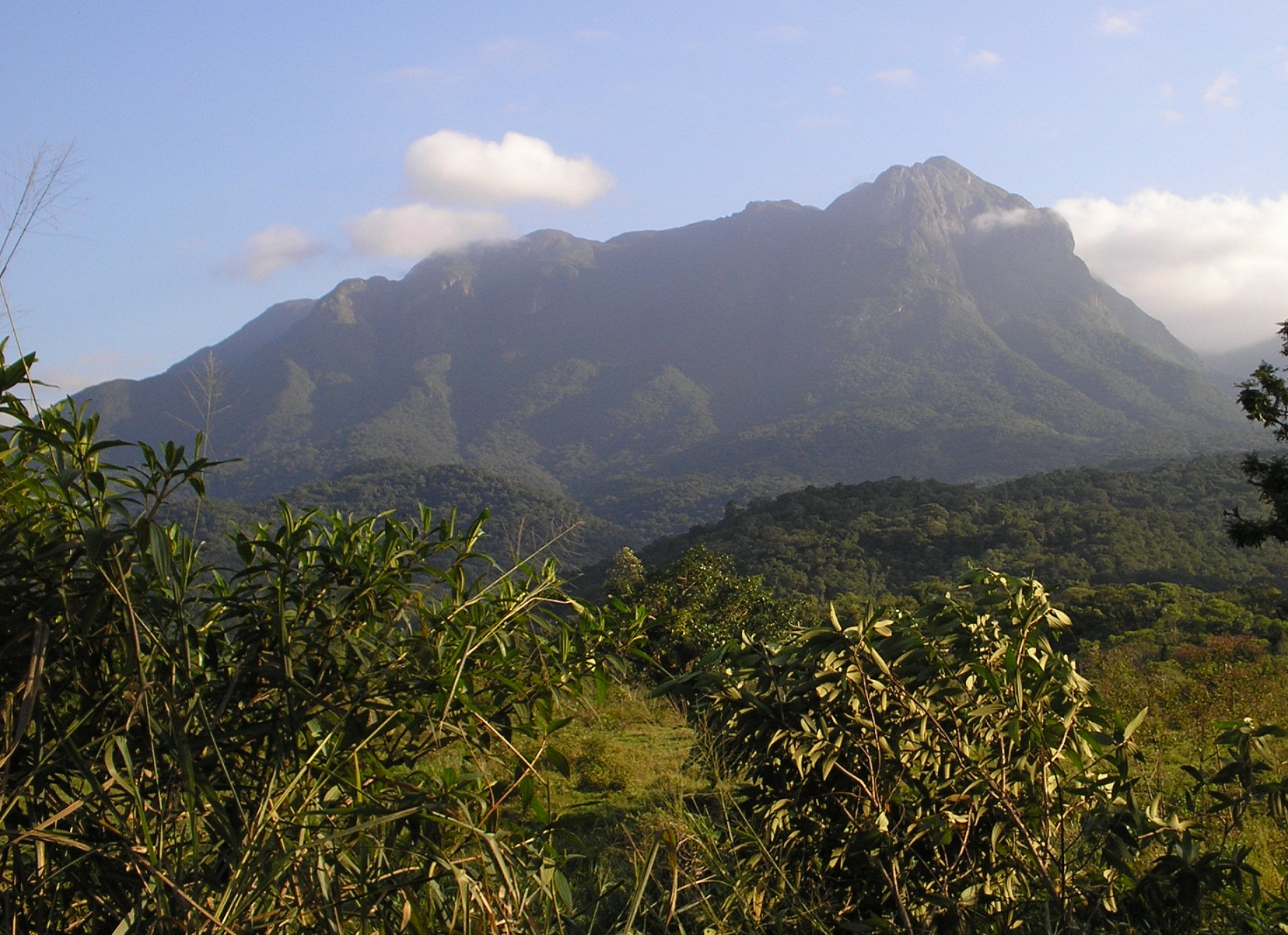
Conjunto Marumbi, visto de Porto de Cima, ao lado do rio Nhundiaquara

Hoje, o Caminho do Itupava não tem mais função econômica, porém é um monumental sítio arqueológico que testemunha um precioso patrimônio cultural e natural, principalmente no trecho calçado, em plena Floresta Atlântica (Floresta Ombrófila Densa) na Serra do Mar. O Itupava é um caminho de belezas naturais e históricas, cruzando rios, cercado de vales verdes e montanhas.

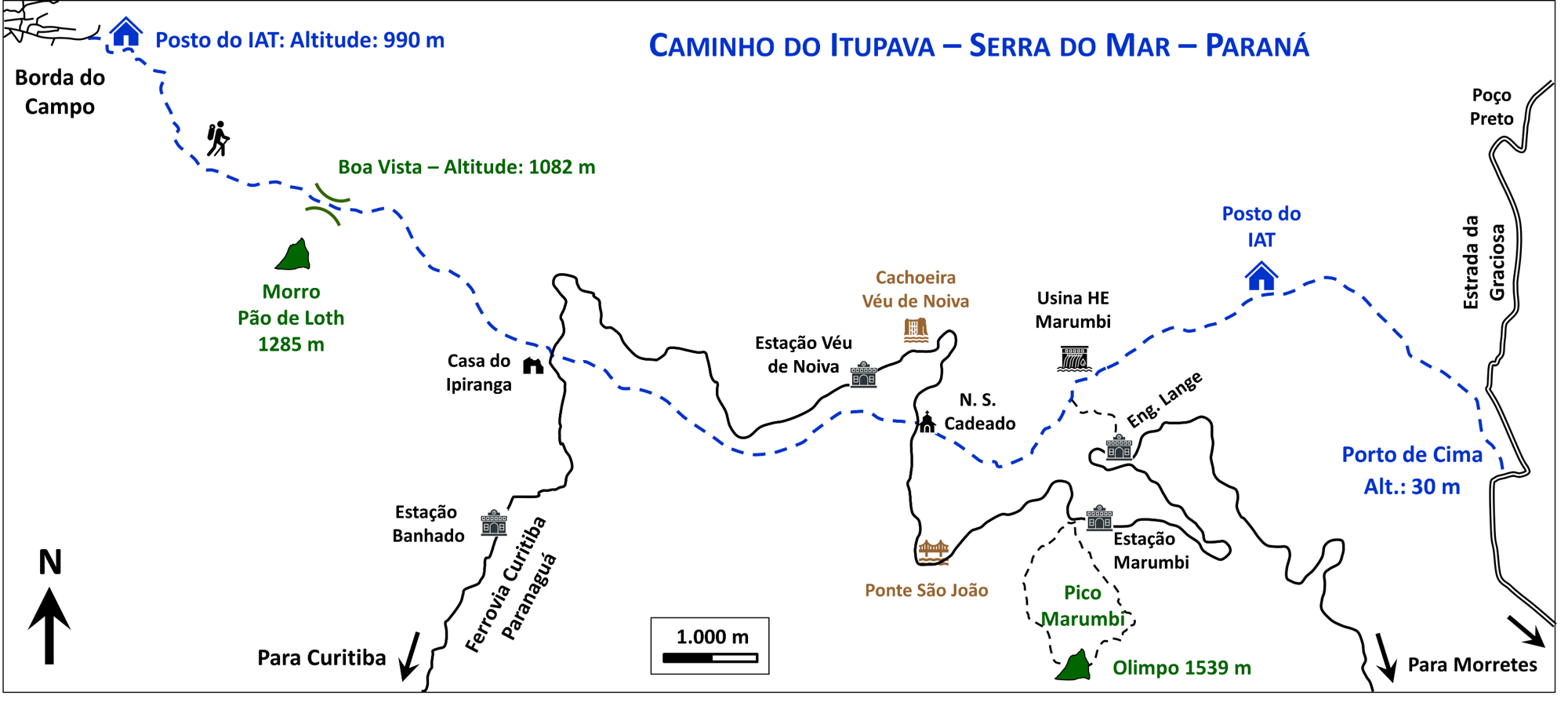